# Драгобете
Драґобе́те — традиційне румунське свято, яке відзначається 24 лютого. Драґобете був сином Баби Докії, який є головним героєм міфу, пов'язаного з приходом весни та закінченням суворої зими. Через його нескінченну доброту його, за деякими даними, Діва Марія обрала Опікуном любові.
День особливо відомий як «день, коли заручаються птахи». Приблизно в цей час птахи починають будувати свої гнізда і спаровуватися. Цього дня, який вважається місцевим першим днем весни, хлопці та дівчата збирають весняні квіти та співають разом. Дівчата збирали сніг, який лежав на землі в багатьох селах, а потім стаювали його, використовуючи воду в чарівних зіллях протягом усього кінця року. Ті, хто бере участь у святкуванні Драґобете, буде захищений від хвороб, особливо від гарячки, протягом усього року. Якщо дозволяє погода, дівчата та хлопці збирають проліски або інші ранньовесняні рослини для людини, до якої вони залицяються. У Румунії Драґобете відомий як день закоханих, а не як День закоханих.
У деяких частинах Румунії поширена думка, що під час святкування переступання через ногу партнера призводить до домінуючої ролі у стосунках. Звичаї Драґобете відмінні залежно від регіону.
У сільській місцевості існує давня традиція, коли дівчата та хлопці йдуть у ліс збирати квіти. Повернувшись додому, традиція говорить, що хлопці бігали за дівчатами, щоб поцілувати їх. Якщо дівчині сподобався хлопець, вона дозволяє йому поцілувати її. У Румунії є приказка, яка пов'язана з цим: «Драґобете цілує дівчат».
У сусідній Болгарії звичай переступати через ноги партнера традиційно відбувається під час весіль із тією ж метою, але, як вважають, він не пов'язаний із Драґобете.